# James E. Webb
James Edwin Webb (estado de Carolina del Norte, 7 de octubre de 1906 - Washington D. C., 27 de marzo de 1992) fue el segundo administrador de la NASA (Administración Nacional de la Aeronáutica y del Espacio), establecida formalmente el 1 de octubre de 1958.

## Primeros años y educación
Fue hijo de John Frederick y Sarah Gorham Webb. Su padre fue superintendente de las escuelas del Condado de Granville durante 26 años. En 1938 se casó con Patsy Aiken Douglas y tuvieron dos hijos: Sarah Gorham, nacida el 27 de febrero de 1945, y James Edwin Jr., nacido el 5 de marzo de 1947.
Webb fue educado en la Universidad de Carolina del Norte, donde recibió una licenciatura en educación en 1928. Fue teniente coronel en la Infantería de Marina y sirvió como piloto en servicio activo desde 1930-1932. También estudió derecho en la Universidad George Washington de 1934 a 1936 y fue admitido al Colegio de Abogados del Distrito de Columbia en 1936.

## Carrera profesional

### Cámara de representantes de los EE.UU.
Su carrera en el servicio público comenzó en 1932 con su llegada a Washington como secretario del congresista Edward W. Pou, 4.º Distrito de Carolina del Norte, Presidente del Comité de Reglas y Decano de la Cámara, hasta 1934. Luego fue asistente en la oficina de Oliver Max Gardner, abogado y exgobernador de Carolina del Norte, en Washington D. C., entre 1934 y 1936. En 1936 se convirtió en el director de personal, secretario-tesorero y vicepresidente de la compañía Sperry Gyroscope en Brooklyn, Nueva York. Bajo su dirección, Sperry se expandió de 800 empleados a más de 33 000 y se convirtió en el principal proveedor de equipos de navegación y radar para el gobierno durante la Segunda Guerra Mundial

### Segunda Guerra Mundial
Durante la Segunda Guerra Mundial, en 1944, se volvió a alistar en el Cuerpo de Marines como comandante en el 28.º Grupo de Control Aéreo. Fue el comandante del programa de radar durante la ocupación de Japón. Tenía órdenes de abandonar el archipiélago el 14 de agosto de 1945, pero la orden se retrasaró hasta la rendición de Japón el 2 de septiembre de 1945.
Después de la Segunda Guerra Mundial, Webb regresó a Washington y se convirtió en el asistente ejecutivo de O. Max Gardner, por entonces subsecretario de Hacienda, antes de ser nombrado director de la Oficina del Presupuesto en la Oficina Ejecutiva del Presidente, un cargo que ocupó hasta 1949.

### Subsecretaría de Estado
En enero de 1949 el presidente Harry S. Truman le propuso como subsecretario de Estado de EE. UU. Su principal función fue reorganizar el departamento, agregar 12 candidatos presidenciales y reducir el poder de los subordinados. Organizó e incrementó la red de inteligencia del departamento. En aquella época, el gobierno estaba dominado por el macartismo y había una gran presión sobre el departamento del Congreso para encontrar y denunciar a los comunistas, anarquistas y cualquier persona con sentimientos antiestadounidenses que pudiera ser un riesgo para el pueblo estadounidense. James denunció en un comité del Senado que la mayoría de las personas destituidas del gobierno por "bajeza moral" eran homosexuales. Quizás el caso más destacado fue el de Clifford Norton (analista de finanzas de la NASA), arrestado en 1962 por la policía "por decadencia moral". Webb declaró la homofobia como política oficial de la NASA durante este proceso.

#### Guerra fría
En 1950, Webb estableció una alianza con científicos universitarios, el Proyecto Troy, para reforzar las capacidades de guerra psicológica de los Estados Unidos, en particular estudiando cómo eludir los intentos soviéticos de bloquear las transmisiones de Voice of America.
En ese contexto de crecimiento de la URSS, Webb apoyó el documento NSC 68 redactado por  
Paul Nitze, Director de Planificación de Políticas Estatales, en el que se abogaba por un aumento de la fuerza militar de la OTAN, incrementando el presupuesto de Defensa, a lo que se oponía el secretario de Defensa, Louis A. Johnson.
Cuando el 25 de junio de 1950 Corea del Norte invadió Corea del Sur, Webb, junto al secretario de Estado Dean Acheson, propusieron involucrar a las Naciones Unidas, enviar la Flota del Pacífico a la región del Mar Amarillo y autorizar el uso de la Fuerza Aérea contra los tanques coreanos. Truman siguió las dos primeras recomendaciones de inmediato, pero dudó en enviar una fuerza militar, durante varios días. En un principio, se culpó al Departamento de Defensa por la falta de preparación de Estados Unidos, y el secretario de Defensa trató de culpar a Dean Acheson. Finalmente, Truman, influenciado por las "maniobras" de Webb, decidió destituir al secretario Louis A. Johnson y George Marshall fue llamado para ocupar el puesto.
Un desacuerdo entre Webb y Nitze llevaría a este último a pedir la renuncia de Webb, hecho que se consumó en febrero de 1952. James consiguió un puesto en la compañía petrolera Kerr-McGee en la ciudad de Oklahoma, pero siguió influyendo en los círculos gubernamentales, incluso sirviendo en el Comité Draper en 1958.

### NASA
Regresó a Washington el 14 de febrero de 1961, cuando aceptó el cargo de administrador de la NASA. Bajo su dirección la agencia llevó a cabo uno de los proyectos más impresionantes de la historia, el objetivo de aterrizar un estadounidense en la Luna antes del final de la década, el Proyecto Apolo.
Durante siete años después del 25 de mayo de 1961, cuando el presidente Kennedy anunció el aterrizaje lunar, hasta octubre de 1968, James Webb hizo política, trabajó para la NASA en Washington. Como un viejo conocedor de Washington era un maestro en la política burocrática. Construyó una red de vínculos políticos que consiguieron el apoyo y los recursos para llevar a cabo el alunizaje del Apolo en el calendario que el presidente Kennedy había anunciado.
Webb era el líder de la NASA cuando la tragedia golpeó el programa Apolo. El 27 de enero de 1967, el Apolo-Saturno (AS) 204 estaba en la plataforma de lanzamiento en el Centro Espacial Kennedy, Florida, realizando las pruebas de simulación cuando una llamarada mató a los tres astronautas a bordo - "Gus" Grissom, Edward White y Roger Chaffee.
El shock se apoderó de la NASA y de la nación durante los días que siguieron. James Webb dijo a la prensa de la época: "Siempre hemos sabido que algo así iba a pasar tarde o temprano .... ¿quién hubiera pensado que la primera tragedia sería en tierra?". A medida que la nación se afligió, Webb se dirigió al presidente Lyndon Johnson y pidió que se le permitiera gestionar la investigación del accidente y dirigir la recreación del accidente. Se comprometió a ser veraz en la evaluación de culpa y  asignársela a sí mismo y a la gestión de la NASA, si fuera necesario. La agencia se propuso descubrir los detalles de la tragedia, para corregir los problemas.
Webb informó de los hallazgos a diversos comités del Congreso, sufriendo un interrogatorio personal en casi todas las reuniones. Aunque eso fue muy exigente, ya sea por casualidad o intencionadamente Webb desvió hacia sí mismo gran parte de los ataques dirigidos hacia la NASA como agencia o hacia la administración Johnson. Mientras su imagen personal se deterioraba por el accidente, la imagen de la agencia espacial y el apoyo popular se mantuvo prácticamente intacto.
Fuentes de la CIA informaron a Webb en 1968 que la Unión Soviética estaba desarrollando su propio cohete N-1 para una misión lunar tripulada, y ordenó a la NASA que preparara el Apolo 8 para una posible misión orbital lunar ese año. En ese momento, algunas personas dudaron de las afirmaciones de Webb sobre las habilidades de la Unión Soviética, y el N-1 fue apodado "el gigante de Webb".
Bajo su dirección, la NASA evolucionó de un grupo de institutos de investigación inconexos a una organización coordinada. James fue clave en la creación del Centro de Naves Espaciales Tripuladas, ahora el Centro Espacial Lyndon B. Johnson, en Houston. A pesar de la presión constante por el éxito de los vuelos Apolo, James se aseguró de que la NASA obtuviera fondos para la exploración planetaria con el Programa Mariner y el Programa Pioneer.

## Últimos años
Basándose en su experiencia en la NASA, Webb publicó Space Age Management: The Large-Scale Approach (1969), en el que presentó el programa espacial como un modelo de administración exitosa que podría ampliarse para abordar los principales problemas sociales.
Webb permaneció en Washington D. C., sirviendo en varios comités consultivos, incluso como regente de la Institución Smithsonian.
Murió el 27 de marzo de 1992 y está enterrado en el cementerio nacional de Arlington.

## Reconocimientos y posterior controversia
En 1981 recibió el premio Sylvanus Thayer de la Academia Militar de West Point por su dedicación y servicio al país.
El Telescopio Espacial James Webb (JWST) de la NASA, originalmente conocido como Telescopio Espacial de Próxima Generación, fue renombrado en honor a Webb en 2002. Lanzado el 25 de diciembre de 2021, es considerado como el sucesor del Telescopio Espacial Hubble.
En marzo de 2021, un comentario en Scientific American instó a la NASA a cambiar el nombre del telescopio espacial James Webb, acusando a Webb de complicidad en la purga de homosexuales de la fuerza laboral federal por parte del Departamento de Estado en las décadas de 1940 y 1950, conocida desde 2004 como el Terror lila. Esta controversia se hizo eco en la prensa. Los científicos que propusieron cambiar el nombre del telescopio señalaron el caso del analista de presupuestos de la NASA, Clifford Norton.
Este asunto recayó bajo la competencia del administrador adjunto de la NASA, Robert Seamans; la evidencia directa del conocimiento de Webb del despido de Norton no ha salido a la luz. Se ha afirmado que tales despidos eran una "costumbre dentro de la agencia" en esa época. El historiador David K. Johnson, autor del libro de 2004 The Lavender Scare, ha declarado que no hay pruebas de que Webb dirigiera o instigara ninguna persecución, ni desempeñó "ningún tipo de papel de liderazgo en el terror lila". Según el astrofísico Hakeem Oluseyi, las acusaciones iniciales de que Webb era parte del terror lila se basaron en una cita de John Peurifoy (quien, como Webb, tenía el rango de "Subsecretario de Estado") que se atribuyó erróneamente a Webb.
El 30 de septiembre de 2021, la NASA anunció que mantendría el nombre JWST después de realizar una investigación y no encontrar "ninguna evidencia en este momento que justifique cambiar el nombre".
El exadministrador Sean O'Keefe, quien tomó la decisión de nombrar el telescopio en honor al administrador Webb, declaró que sugerir que Webb debería "responsabilizarse por esa actividad cuando no hay evidencia para siquiera insinuar [que participó en ella] es una injusticia".